# Бад (Вірджинія)
Бад (англ. Bud) — переписна місцевість (CDP) в США, в окрузі Вайомінг штату Вірджинія. Населення — 347 осіб (2020).

## Географія
Бад розташований за координатами 37°31′34″ пн. ш. 81°23′4″ зх. д. / 37.52611° пн. ш. 81.38444° зх. д. (37.526079, -81.384399).  За даними Бюро перепису населення США в 2010 році переписна місцевість мала площу 8,15 км², з яких 8,09 км² — суходіл та 0,06 км² — водойми.

## Демографія
Згідно з переписом 2010 року, у переписній місцевості мешкало 487 осіб у 201 домогосподарстві у складі 156 родин. Густота населення становила 60 осіб/км².  Було 230 помешкань (28/км²).
Расовий склад населення:
| - 95,1 % — білих - 2,7 % — чорних або афроамериканців - 0,4 % — корінних американців |

До двох чи більше рас належало 1,8 %. Частка іспаномовних становила 1,2 % від усіх жителів.
За віковим діапазоном населення розподілялося таким чином: 19,5 % — особи молодші 18 років, 58,3 % — особи у віці 18—64 років, 22,2 % — особи у віці 65 років та старші. Медіана віку мешканця становила 47,5 року. На 100 осіб жіночої статі у переписній місцевості припадало 103,8 чоловіків;  на 100 жінок у віці від 18 років та старших — 96,0 чоловіків також старших 18 років.
За межею бідності перебувало 22,0 % осіб, у тому числі 100,0 % дітей у віці до 18 років та 0,0 % осіб у віці 65 років та старших.
Цивільне працевлаштоване населення становило 114 особи. Основні галузі зайнятості: роздрібна торгівля — 51,8 %, освіта, охорона здоров'я та соціальна допомога — 24,6 %, транспорт — 13,2 %, будівництво — 10,5 %.